# Cecilio di Cartagine
Cecilio, o Ceciliano (fl. III secolo), è stato un presbitero cartaginese, venerato come santo dalla Chiesa cattolica.

## Biografia e culto
Questo santo è attestato unicamente dalla vita di san Cipriano, scritta dal suo biografo, il diacono Ponzio. Secondo questa fonte, Cecilio era un prete cartaginese, che convertì alla fede cristiana Cipriano, futuro vescovo di Cartagine, teologo e scrittore ecclesiastico.
Tuttavia, nella biografia di Ponzio questo presbitero non è chiamato Cecilio, ma Ceciliano. Probabilmente la modifica del nome fu dovuta ad un errore di san Girolamo, che nel suo De viris illustribus lo chiamo appunto Cecilio. Da qui è sorta l'identificazione, sostenuta da alcuni autori, di Cecilio di Cartagine con Cecilio Natale, di cui parla Marco Minucio Felice nel suo Octavius.
Non sembra che Cecilio/Ceciliano abbia goduto di culto pubblico nell'antichità. Con il nome di Cecilio fu inserito nel Martirologio Romano, che lo ricorda con queste parole:
(Martirologio Romano. Riformato a norma dei decreti del Concilio ecumenico Vaticano II e promulgato da papa Giovanni Paolo II, Città del Vaticano, 2004, p. 446)